# Tembé (Moloundou)
Tembé est un village de la région de l'Est du Cameroun. Il est situé dans le département du Boumba-et-Ngoko, au Sud-Est du pays. Tembé fait partie de la commune de Moloundou.

## Population
Lors du recensement de 2005, on dénombrait 330 habitants à Tembé, dont 181 hommes et 149 femmes.
En 1960, Tembé en comptait 72.

## Infrastructures
En 1968, Tembé se trouvait sur la route de Moloundou à Mekel et à Yokadouma.